# Classi di sottomarini statunitensi
I sottomarini come tutte le imbarcazioni sono costruiti in classi ossia in un certo numero di esemplari che condividono un unico progetto. Tuttavia succede frequentemente che nel progetto iniziale, man mano che i battelli vengono costruiti, vengano incorporate varianti e migliorie di modo che gli esemplari più recenti siano più performanti dei primi. In altri casi accade anche che i battelli siano modificati in maniera rilevante mentre sono in servizio. In tal caso lo scostamento dal progetto iniziale può essere notevole. Più comunemente i battelli appartenenti a una stessa classe sono molto simili sotto tutti i profili.
In alcuni casi si costruisce per motivi sperimentali un esemplare unico. Un esempio nella marina statunitense è l'USS Albacore AGSS-569, che adottò uno scafo dalle forme inedite. Nella lista che segue queste "classi" composte da un singolo esemplare sono segnalate come "(unico)".

## Ante prima guerra mondiale

### Classe Holland VI
Primo sommergibile ad entrare ufficialmente in servizio nella marina degli Stati Uniti, l'11 aprile 1900, l'USS Holland (SS-1) doveva fare parte di una classe composta da 6 unità ma, dopo l'entrata in servizio del primo, i seguenti furono modificati andando a costituire la classe successiva.

### Classe A/Plunder
Originalmente classe Plunder e poi ridenominata classe A nel novembre 1911 quando la marina cambiò la convenzione di assegnare dei nomi alle classi. Una versione più potente e più grande della classe Holland. 7 sommergibili vennero costruiti.

### Classe B/Viper
Con tre battelli costituì un punto di svolta nella progettazione in quanto per la prima volta presentava un naso arrotondato ad imitazione delle focene. Ultima classe della serie derivata dalla Holland. Originariamente designata classe Viper ma ridenominata classe B.

### Classe C/Octopus
I sommergibili di questa classe furono costruiti in 5 esemplari dalla Fore River Shipbuilding Company con sede a Quincy, Massachusetts come subcommittente della Electric Boat Company. Progettati da Lawrence York Spear furono originalmente classificati come classe Octopus.
Costruiti tra il 1906 e il 1909 e in servizio tre il 1908 e il 1919 vennero demoliti nel 1920.

### Classe E
I sommergibili di questa classe furono costruiti in 2 esemplari dalla Fore River Shipbuilding Company con sede a Quincy, Massachusetts. Ulteriore variante della classe A erano sommergibili costieri detti pig boats.

### Classe K
I sommergibili K-1 (SS-32), K-2 (SS-33), K-5 (SS-36), K-6 (SS-37) furono i primi sommergibili statunitensi ad entrare in azione nella prima guerra mondiale.

### Classe L
Battello costiero dalla forma arrotondata e perciò soprannominato "pig boat". Costruito in 11 esemplari derivata dagli sviluppi di un gran numero di unità precedenti, come la Classe G e la Classe H, la Classe L aveva un cannone da 76mm retrattile per motivi idrodinamici, ma questo comportava un grande spreco di spazio interno. Seguirono le classi successive, come la N, O e R, simili alla 'L'.

### Classe N
Ulteriore variante dei battelli costieri della classe L ("pig boats") costruita in 7 esemplari

### Classe O
Dal costo unitario di $550,000 vennero realizzati in 16 esemplari. Furono i primi sommergibili con motori diesel con una certa affidabilità. I battelli O-11, O-12, O-13, O-14, O-15, O-16 vennero detti "classe O modificata". Questi battelli si dimostrarono deludenti.

### Classe AA-1/T
Inizialmente designati classe AA-1 e poi ridesignati come classe T. Secondo le specifiche iniziali avrebbero dovuto percorrere 5,540 miglia (8,920 km) a 14 nodi (7.2 m/s), ma in realtà avevano un'autonomia di 3,000 miglia (4,800 km) a 11 nodi (5.7 m/s). Costituirono il prototipo di sommergibile da "flotta" in quanto nelle intenzioni potevano viaggiare a 21 nodi (11 m/s) ossia alla stessa velocità delle navi da battaglia.

### Quadro sinottico
| Nome classe        | Numero | Primo battello impostato | Ultimo esemplare ordinato | Note |
| ------------------ | ------ | ------------------------ | ------------------------- | --- |
| USS Alligator 1862 | 1      | 1861                     | 1862                      | Primo sommergibile della marina degli Stati Uniti ideato per proteggere le navi di legno contro le navi da battaglia in ferro. |
| Classe Holland VI  | 1      | 1861                     | 1862                      | Classe di 6 sommergibili ma solo l'Holland (SS-1) entrò in servizio presso la marina statunitense che l'acquistò l'11 aprile 1900. |
| Classe A/Plunder   | 7      | 1900                     | 1903                      | Originalmente classe Plunder e poi ridenominata classe A nel novembre 1911 quando la marina cambiò la convenzione di assegnare dei nomi alle classi. Una versione più potente e più grande della classe Holland. |
| Classe B/Viper     | 3      | 1905                     | 1907                      | Con 3 battelli costituì un punto di svolta nella progettazione in quanto per la prima volta presentava un naso arrotondato ad imitazione delle focene. Ultimo della serie derivata dal progetto Holland. Originariamente denominata classe Viper. |
| Classe C/Octopus   | 5      | 1905                     | 1910                      | Progettati da Lawrence York Spear. |
| Classe D/Narwhal   | 3      | 1908                     | 1910                      | Progettati per sopravvivere all'allagamento di un compartimento. |
| Classe E           | 2      | 1909                     | 1912                      | I sommergibili di questa classe furono costruiti in 2 esemplari dalla Fore River Shipbuilding Company con sede a Quincy, Massachusetts. Ulteriore variante della classe A erano sommergibili costieri detti "pig boats". |
| Classe F/SS-20     | 4      | 1909                     | 1913                      | Nel 1920 gli esemplari vennero ridesignati come SS-20–SS-23. |
| Classe G           | 4      | 1909                     | 1914                      | Propulsi con motori a benzina. Il USS G-1 SS-19½ 3 registrò il record di immersione nel 1915, 256 piedi (78 m). Al USS G-1 SS-19½ 3 venne assegnato il numero 19½ in quanto la designazione SS venne effettuata dopo la messa fuori servizio dei battelli. Il sommergibile si collocava tre il SS-19 e il SS-20. |
| Classe H           | 9      | 1911                     | 1918                      | Tre esemplari vennero ordinati dalla U.S. Navy. e 18 dalla marina imperiale russa, 12 consegnati. Altri 6 acquistati dalla U.S. Navy. Anch'essi soprannominati "pig boats". |
| Classe K           | 8      | 1912                     | 1912                      | Soprannominati "pig boats" i sommergibili K-1 (SS-32), K-2 (SS-33), K-5 (SS-36), K-6 (SS-37) furono i primi sommergibili statunitensi ad entrare in azione nella prima guerra mondiale. |
| Classe L           | 11     | 1914                     | 1918                      | Battello costiero dalla forma arrotondata e perciò soprannominato "pig boat". Costruito in 11 esemplari derivata dagli sviluppi di un gran numero di unità precedenti, come la Classe G e la Classe H, la Classe L aveva un cannone da 76mm retrattile per motivi idrodinamici, ma questo comportava un grande spreco di spazio interno. Seguirono le classi successive, come la N, O e R, simili alla 'L'.                              |
| USS M-1 SS-47 2    | 1      | 1914                     | 1918                      | Esemplare unico. Progetto a doppio scafo del 20% più grande della classe K. Soprannominato "pig boat" venne considerato un progetto fallimentare. |
| Classe N           | 7      | 1915                     | 1918                      | Battello costiero dalla forma arrotondata e perciò soprannominato "pig boat". |
| Classe O           | 16     | 1916                     | 1918                      | Dal costo unitario di $550.000 vennero realizzati in 16 esemplari. Furono i primi sommergibili con motori diesel con una certa affidabilità. I battelli O-11, O-12, O-13, O-14, O-15, O-16 vennero detti "classe O modificata". Questi battelli si dimostrarono deludenti. |
| Classe ''AA-1''/T  | 3      | 1916                     | 1922                      | Inizialmente designati classe AA-1 e poi ridesignati come classe T. Secondo le specifiche iniziali avrebbero dovuto percorrere 5.540 miglia (8.920 km) a 14 nodi (7,2 m/s), ma in realtà avevano un'autonomia di 3.000 miglia (4.800 km) a 11 nodi (5,7 m/s). Costituirono il prototipo di sommergibile da "flotta" in quanto nelle intenzioni potevano viaggiare a 21 nodi (11 m/s) ossia alla stessa velocità delle navi da battaglia. |

## Prima guerra mondiale
Gli Stati Uniti entrarono in guerra nell'aprile del 1917, il numero dei sommergibili in servizio era 42 ma anche i migliori di essi erano, al più, utilizzabili per la difesa costiera e portuale avendo un dislocamento di circa 450 t e una lunghezza di 165 piedi. Inoltre l'autonomia di 3,000 miglia a 11 nodi li rendeva a malapena capaci di attraversare l'atlantico.

### Quadro sinottico
| Nome classe | Numero | Primo battello impostato | Ultimo esemplare ordinato | Note |
| ----------- | ------ | ------------------------ | ------------------------- | --- |
| R           | 20     | 1917                     | 1918                      | Variante dei battelli costieri della classe L ("pig boats"). Costruito in 20 esemplari. Progettata da Simon Lake avevano una torre di comando più ampia utilizzata come postazione di battaglia. Utilizzava siluri Mk10 e aveva un'autonomia di 5.000 miglia (8.000 km) a 10 nodi (5,1 m/s). |
| R-21        | 7      | 1917                     | 1919                      | Variante della classe R ne vennero costruiti 7 esemplari. |
| S           | 51     | 1917                     | 1922                      | La classe S era suddivisa in 4 sottogruppi dal differente progetto. |

## Il periodo tra le due guerre
Tra le due guerre i cantieri principali utilizzati furono il Lake Torpedo Boat Company e il Portsmouth Naval Shipyard nel New Hampshire; ma mentre il primo fu con il taglio delle commesse al termine della guerra interruppe l'attività nel 1922 il secondo divenne uno dei maggiori costruttori degli USA e tra il 1924 e il 1929 progettò e costruì 5 sommergibili lunghi 381 piedi. Tra il 1932 e il 1941 il Portsmouth Naval Shipyard costruì 22 sommergibili oceanici da 1500 tonnellate. Fu in quel periodo che venne varato il primo sommergibile USS Pike (SS-173) completamente saldato che permise una maggiore protezione contro le cariche di profondità e una maggiore quota di immersione.

### Quadro sinottico
| Nome classe          | Numero | Primo battello impostato                              | Ultimo esemplare ordinato           | Note                                            |
| -------------------- | ------ | ----------------------------------------------------- | ----------------------------------- | ----------------------------------------------- |
| Classe V/Barracuda   | 3      | USS Barracuda SS-163, USS Bass SS-164 20 ottobre 1921 | USS Bonita SS-165 22 maggio 1926    | Classe V (dal V-1 al V-3) detta anche Barracuda |
| USS Argonaut SM-1 2  | 1      | 1º maggio 1925                                        | 2 aprile 1928                       | esemplare unico                                 |
| Classe Narwhal       | 2      | USS Narwhal SS-167 10 maggio 1927                     | USS Nautilus SS-168 1º luglio 1930  |                                                 |
| USS Dolphin SS-169 2 | 1      | 14 giugno 1930                                        | 1º giugno 1932                      | esemplare unico                                 |
| Classe Cachalot      | 2      | USS Cuttlefish SS-171 7 ottobre 1931                  | USS Cuttlefish SS-171 8 giugno 1934 |                                                 |
| Classe Porpoise      | 10     | USS Shark SS-174 24 ottobre 1933                      | USS Pompano SS-181 12 giugno 1937   |                                                 |
| Classe Salmon        | 6      | USS Salmon SS-182 15 aprile 1936                      | USS Skipjack SS-184 30 giugno 1938  |                                                 |
| Classe Sargo         | 10     | USS Sargo SS-188 12 maggio 1937                       | USS Seawolf SS-197 1º dicembre 1939 |                                                 |
| Classe Tambor        | 12     | USS Tambor SS-198 16 gennaio 1939                     | USS Grayback SS-208 30 giugno 1941  |                                                 |
| Classe Mackerel      | 2      | USS Mackerel SS-204 6 ottobre 1939                    | USS Marlin SS-205 1º agosto 1941    |                                                 |
| Classe Gato          | 77     | USS Drum SS-228 11 settembre 1940                     | USS Croaker SS-246 21 aprile 1944   |                                                 |

## Seconda guerra mondiale
La dottrina nel periodo fra le due guerre prevedeva che i sommergibili assolvessero in fase difensiva alla funzione di scorta della flotta da battaglia e che in fase offensiva dovessero puntare primariamente a navi da guerra nemiche. Entrambi gli assiomi si dimostrarono errati alla luce delle lezioni impartite nell'atlantico dagli U-Boot tedeschi. I sommergibili statunitensi scatenarono un'offensiva estremamente efficace contro la marina mercantile giapponese che ridusse al lumicino le capacità industriali e logistiche del nemico.

### Quadro sinottico
| Nome classe  | Numero | Primo battello impostato                                                                               | Ultimo esemplare ordinato             | Note |
| ------------ | ------ | --- | ------------------------------------- | ---- |
| Classe Balao | 128    | USS Devilfish SS-292 31 marzo 1942                                                                     | USS Tiru SS-416 1º settembre 1948     |      |
| Classe Tench | 29     | USS Amberjack SS-522, USS Grampus SS-523, USS Pickerel SS-524 and USS Grenadier SS-525 8 febbraio 1944 | USS Grenadier SS-525 10 febbraio 1951 |      |

## Guerra fredda

### Quadro sinottico
| Nome classe                     | Numero | Primo battello impostato                       | Ultimo esemplare ordinato                      | Note                                                                       |
| ------------------------------- | ------ | ---------------------------------------------- | ---------------------------------------------- | -------------------------------------------------------------------------- |
| Classe Barracuda                | 3      | USS Barracuda SSK-1 1º luglio 1949             | USS Bonita SSK-3 11 gennaio 1952               |                                                                            |
| Classe Tang                     | 6      | USS Tang SS-563 18 aprile 1949                 | USS Gudgeon SS-567 21 novembre 1952            |                                                                            |
| USS Albacore (AGSS-569)         | 1      | 15 marzo 1952                                  | 6 dicembre 1953                                | esemplare unico                                                            |
| Classe T-1                      | 2      | USS Mackerel SST-1 1º aprile 1952              | USS T-2, USS Marlin SST-2 20 novembre 1953     | Sottomarino sperimentale e per esercitazioni                               |
| USS Nautilus (SSN-571) 2        | 1      | 14 giugno 1952                                 | 30 settembre 1954                              | Primo sommergibile nucleare della U.S. Navy                                |
| Classe Sailfish                 | 2      | USS Sailfish SSR-572 8 dicembre 1953           | USS Salmon SSR-573 25 agosto 1956              | Radar picket                                                               |
| Classe Grayback                 | 2      | USS Grayback SSG-574 1º luglio 1954            | USS Growler SSG-577 30 agosto 1958             |                                                                            |
| Seawolf 2                       | 1      | 7 dicembre 1953                                | 30 marzo 1957                                  | esemplare unico                                                            |
| Darter                          | 1      | 10 novembre 1954                               | 20 October 1956                                | esemplare unico                                                            |
| Classe Skate                    | 4      | USS Skate SSN-578 21 luglio 1955               | USS Seadragon SSN-584 5 dicembre 1959          |                                                                            |
| Classe Barbel                   | 3      | USS Barbel SS-580 18 maggio 1956               | USS Blueback SS-581 15 ottobre 1959            | Ultimo sottomarino della U.S. Navy a propulsione convenzionale             |
| Classe Skipjack                 | 6      | USS Skipjack SSN-585 29 maggio 1956            | USS Snook SSN-592 24 ottobre 1961              | Lo USS Scorpion venne perso in mare                                        |
| USS Triton SSRN-586 2           | 1      | 29 maggio 1956                                 | 10 novembre 1959                               | esemplare unico; sentinella radar                                          |
| USS Halibut SSGN-587 2          | 1      | 11 aprile 1957                                 | 4 gennaio 1960                                 | esemplare unico; sottomarino lanciamissili                                 |
| Classe Thresher/Permit          | 14     | USS Thresher SSN-593 28 maggio 1958            | USS Gato SSN-615 25 gennaio 1968               | Il cambio di nome da Thresher a Permit fu dovuto alla perdita del Thresher |
| USS Tullibee (SSN-597)          | 1      | 26 maggio 1958                                 | 9 novembre 1960                                | esemplare unico                                                            |
| Classe George Washington        | 5      | USS Theodore Roosevelt SSBN-600 20 maggio 1958 | SSBN-601 USS Robert E. Lee 11 marzo 1961       |                                                                            |
| Classe Ethan Allen              | 5      | USS Ethan Allen SSBN-608 14 settembre 1959     | USS Thomas Jefferson SSBN-618 4 gennaio 1963   |                                                                            |
| Classe Lafayette                | 9      | USS Lafayette SSBN-616 17 gennaio 1961         | USS John Adams SSBN-620 12 maggio 1964         |                                                                            |
| Classe James Madison            | 10     | USS Daniel Boone SSBN-629 6 febbraio 1962      | USS Nathanael Greene SSBN-636 19 dicembre 1964 |                                                                            |
| USS Dolphin AGSS-555            | 1      | 9 novembre 1962                                | 17 agosto 1968                                 | esemplare unico                                                            |
| Classe Sturgeon                 | 37     | USS Sturgeon SSN-637 10 agosto 1963            | USS Richard B. Russell SSN-687 16 agosto 1975  |                                                                            |
| Classe Benjamin Franklin        | 12     | USS Simon Bolivar SSBN-641 17 April 1963       | USS Will Rogers SSBN-659 1º aprile 1967        |                                                                            |
| USS Narwhal SSN-671             | 1      | 17 gennaio 1966                                | 12 luglio 1969                                 | esemplare unico                                                            |
| USS Glenard P. Lipscomb SSN-685 | 1      | 5 giugno 1971                                  | 21 dicembre 1974                               | esemplare unico                                                            |
| Classe Los Angeles              | 62     | USS Los Angeles SSN-688 8 gennaio 1972         | USS Cheyenne SSN-773 13 settembre 1996         |                                                                            |
| Classe Ohio                     | 18     | USS Ohio SSBN-726 10 aprile 1976               | USS Louisiana SSBN-743 6 settembre 1997        |                                                                            |
| Classe Seawolf                  | 3      | USS Seawolf SSN-21 25 ottobre 1989             | USS Jimmy Carter SSN-23 19 febbraio 2005       |                                                                            |

## Post guerra fredda

### Quadro sinottico
| Nome classe     | Numero        | Primo battello impostato              | Ultimo esemplare ordinato | Note |
| --------------- | ------------- | ------------------------------------- | ------------------------- | --- |
| Classe Virginia | 30 (previsti) | USS Virginia SSN-774 2 settembre 2000 |                           | La classe Virginia è l'ultima nata dalla modernissima tecnologia americana nel campo dei sottomarini nucleari hunter-killer. |